# 伊藤周雄
伊藤 周雄（いとう ちかお、1940年1月6日 - ）は日本の実業家。東洋紡不動産代表取締役社長や東洋紡績代表取締役専務、本州四国連絡高速道路代表取締役社長を務めた。繊維学会技術賞受賞。

## 人物・経歴
三重県出身。1962年名古屋工業大学工学部繊維工学科卒業、東洋紡績入社。1990年紡織生産技術部長。1994年取締役紡織加工総括部長。1996年紡織加工事業部長。1998年常務取締役天然繊維事業本部長。1999年化合繊事業本部長。2002年東洋紡不動産代表取締役社長。2003年東洋紡績代表取締役専務。2007年本州四国連絡高速道路代表取締役社長。第10回（昭和58年度）繊維学会技術賞受賞。2023年、旭日中綬章受章。